# Andrzej Głąb
Andrzej Głąb, född den 10 november 1966 i Chełm, Polen, är en polsk brottare som tog OS-silver i lätt flugviktsbrottning i den grekisk-romerska klassen 1988 i Seoul. 